# Uchylanie się od opodatkowania
Uchylanie się od opodatkowania (również uchylanie się od płacenia podatku, ang. tax evasion) – ogólny termin określający całokształt nielegalnych wysiłków jednostek, przedsiębiorstw i innych podmiotów mających na celu zmniejszenie ich zobowiązań podatkowych.
Uchylanie się od opodatkowania opiera się przede wszystkim na fałszywych deklaracjach podatników co do uzyskanych przychodów czy zysków. W dyskusjach publicznych jest często używane dla dyskredytacji legalnego obchodzenia podatków.
Obecnie do najbardziej rozpowszechnionych sposobów uchylania się od podatków należą:
- uzyskiwanie dochodów z niezarejestrowanych, często zabronionych przez prawo działalności (kradzieże, handel narkotykami);
- unikanie uiszczania opłat celnych (w przypadku opłat celnych ad valorem, czyli pobieranych jako określony procent od wartości dóbr, powszechne jest zaniżanie wartości celnej importowanych towarów, do ceł specyficznych, czyli takich, gdzie poziom obciążeń jest określony w ramach tej samej grupy towarowej, bardziej odpowiednie stają się fałszywe deklaracje dotyczące ilości importowanych dóbr);
- przemyt;
- uchylanie się od podatku VAT przez producentów poprzez zmniejszanie fakturowanej ilości sprzedanych towarów;
- rejestrowanie przedsiębiorstw w rajach podatkowych.